# Ismo Lius
Ismo Lius (ur. 30 listopada 1965 w Lahti) – fiński piłkarz występujący na pozycji napastnika. Trener piłkarski.

## Kariera klubowa
Lius karierę rozpoczynał w 1983 roku w pierwszoligowym FC Kuusysi. Jego barwy reprezentował przez siedem sezonów i w tym czasie zdobył z zespołem trzy mistrzostwa Finlandii (1984, 1986, 1989) oraz dwa Puchary Finlandii (1983, 1987). Cztery razy został też królem strzelców ligi (1985, 1986, 1988, 1989). W 1990 roku przeszedł do szwedzkiego Örgryte IS, grającego w pierwszej lidze. Spędził tam sezon 1990.
Następnie Lius wrócił do Finlandii, gdzie został graczem klubu HJK. W sezonie 1992 zdobył z nim mistrzostwo Finlandii. W 1993 roku na jeden sezon wrócił do Kuusysi, ale potem ponownie przeszedł do HJK. W sezonie 1996 wywalczył z nim Puchar Finlandii. W 1997 roku odszedł do także pierwszoligowego RoPS, gdzie grał przez jeden sezon. Następnie występował w FC Lahti, z którym w sezonie 1998 awansował z drugiej ligi do pierwszej, a także w trzecioligowej drużynie FC Hämeenlinna, gdzie w 1999 roku zakończył karierę.

## Kariera reprezentacyjna
W reprezentacji Finlandii Lius zadebiutował 31 października 1984 w wygranym 2:1 meczu eliminacji Mistrzostw Świata 1986 z Turcją. 28 maja 1987 w przegranym 2:3 towarzyskim pojedynku z Brazylią strzelił swojego pierwszego gola w kadrze. W latach 1984–1990 w drużynie narodowej rozegrał 28 spotkań i zdobył 3 bramki.